# Ostrężnik (województwo śląskie)
Ostrężnik – osada leśna w Polsce położona w województwie śląskim, w powiecie częstochowskim, w gminie Janów.
W latach 1975–1998 miejscowość należała administracyjnie do województwa częstochowskiego.
Osada Ostrężnik znajduje się po północnej stronie drogi wojewódzkiej nr 793, na południe od tej drogi znajdują się atrakcje turystyczne Zamek Ostrężnik i Jaskinia Ostrężnicka. Naprzeciw osady, na południe, biegnie droga lokalna, droga i tereny na wschód od niej należą do gminy Niegowa. Wzdłuż drogi jest parking. Po wschodniej stronie tej drogi jest Ostrężnik – przysiółek wsi Trzebniów, a w nim restauracja i domy mieszkalne. W pobliżu znajdują się jaskinie Wierna i Wiercica.
Okolice Ostrężnika są węzłem szlaków turystyki pieszej i rowerowej. Wychodzi z niego m.in. szlak do znajdujących się nieopodal ruin Zamku Ostrężnik i Jaskini Ostrżęnickiej, przechodzą następujące szlaki turystyczne:
 Szlak Orlich Gniazd
 Szlak Warowni Jurajskich
 Szlak Gór Gorzkowskich
 Szlak im. Jana Pawła II
  szlaki rowerowe.